# Вулиця Янки Купали (Київ)
Ву́лиця Я́нки Купа́ли — вулиця в Солом'янському районі міста Києва, місцевість Чоколівка. Пролягає від вулиці Левка Мацієвича до вулиці Авіаконструктора Антонова.

## Історія
Вулиця виникла наприкінці 1920-х — на початку 1930-х років під назвою Піонерська, з 1944 року — Гребінківська вулиця (фактично продовжувалося використання попередньої назви).
З початку 1980-х років має назву вулиця Янки Купали.

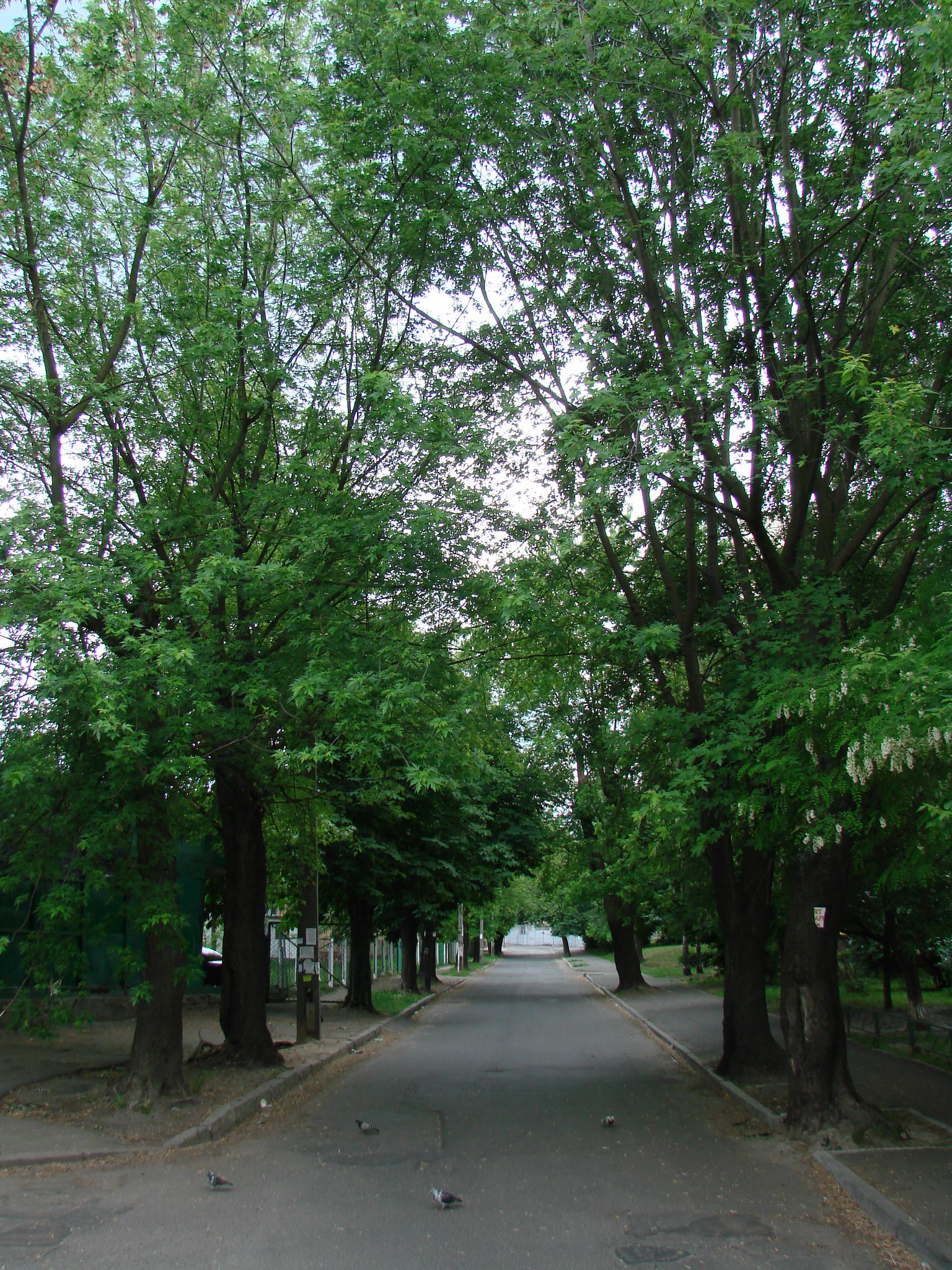
Колишня вулиця Янки Купали

Щодо колишньої вулиці Янки Купали. Вона виникла у 20-ті роки XX століття під назвою Ніжинська. З 1926 року — мала назву вулиця Лукашевича, на честь київського робітника, учасника Січневого повстання 1918 року Миколи Лукашевича, назву підтверджено 1944 року (згодом на честь Миколи Лукашевича було названо теперішню вулицю Івана Огієнка). Сучасна назва на честь білоруського поета і драматурга Янки Купали — з 1952 року.
До вулиці не приписано жодного будинку. Стару (одноповерхову) забудову знесено на початку 1980-х років. Тоді ж і відбулося переміщення назви - відтоді цю назву має колишня Піонерська вулиця, колишня ж вулиця Янки Купали відтоді є безіменним проїздом.

## Алея пам'яті воїнів АТО

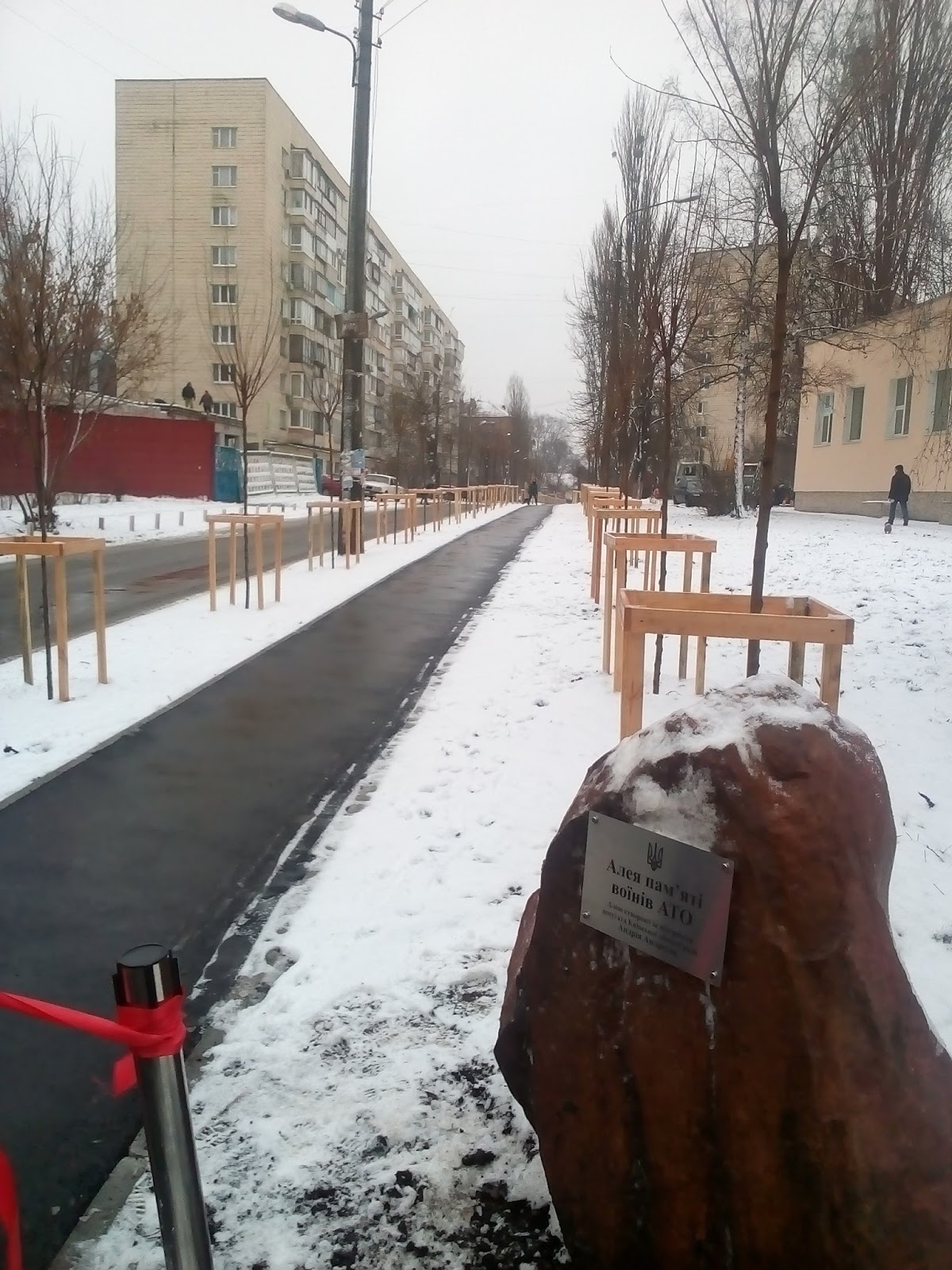
Алея пам'яті воїнів АТО

6 грудня 2017 року на вулиці Янки Купали відкрили Алею пам'яті воїнів АТО. На алеї висадили 82 робінії, відремонтували пішохідну зону.